# Antambahoaka
Antambahoaka su jedan od 18 naroda Madagaskara, od svega 78.000 pripadnika (0,4% stanovnika države), koji žive na jugoistočnoj obali otoka u današnjoj Regiji Vatovavi-Fitovinaniju. Njihovo ime na malgaškom znači jednostavno ljudi. Antambahoaka kao i većinski Merine govore malgaškim makrojezikom, ali svojim dijalektom. Pretežno ispovijedaju animizam, kršćanstvo i islam.

## Povijest
Po njihovoj usmenoj predaji, njihov parotac kralj Raminia došao je na Madagaskar iz Meke na početku 14. stoljeća, na čelu veće skupine poznate kao Zafi-Raminia (Raminijini potomci) i osnovao svoje kraljevstvo na 1335. godine. Neki od članova njegove zajednice iselili su se iz porječja rijeke Mananjari i postali samostalni vladari naroda na jugu. Neki povjesničari pretpostavljaju da su Zafi-Raminia možda postali dio vladajuće klase Merina, koji su zavladali otokom početkom 19. stoljeća. Njihova moć i prestiž proizlazili su iz njihovog znanja o astrologiji i medicini te vještog proricanja budućnosti, tako da su ubrzo postali obvezni članovi kraljevskih vijeća diljem Madagaskara.
S druge strane oni koji su ostali živjeti u porječju Mananjarija imali su svoje kraljevstvo, koje je opstalo sve do početka 19. stoljeća kad ih je porazila merinska vojska kralja Radame I. Danas njihov kralj, koji više nije zakonit i nema ništa iza sebe, ima neki autoritet u određenim područjima života u njihovoj zajednici.

## Geografska rasprostranjenost
Antambahoake žive na istočnoj obali Madagaskara u današnoj regiji Vatovavi-Fitovinaniju u porječju rijeke Mananjari južno od Betsimisaraka.

## Običaji i kultura
Oni su poznati diljem Madagaskara, ali i van njega po svojoj manifestaciji zvanoj Sambatra. Upriličuju ju svakih sedam godina. Na njoj kolektivno obrezuju sve dječake svog naroda dorasle za taj čin muškosti. Ta njihova svečanost traje četiri tjedna i zadnji put je održana 2009. godine.
Jedna od njihovih legendi kazuje da su jednog od njihovih kraljeva iznenada napali njegovi neprijatelji. Kralj je uspio pobjeći s obitelji i skloniti se u šumu, ali mu je jedan od sinova blizanaca ostao u selu. Zbog tog se vratio u selo, ali su ga napadači uhvatili i ubili zajedno sa sinom. Od tada Antambahoake iz porječja rijeke Mananjari ubijaju sve blizance odmah po rođenju, jer oni patološki vjeruju da blizanci donose nesreću. Danas nekoliko nevladinih udruga Madagaskara radi na iskorijenjivanju te morbidne tradicije, uvjeravanjem i zbrinjavanjem trudnica i novorođenih blizanaca.

## Vanjske poveznice
- Antambahoaka na portalu Ikuska
- Sambatra de Mananjary. La circoncision collective chez les Antambahoaka (iz Madagascar Tribunea)[neaktivna poveznica]